# Edward Turner Bennett
Edward Turner Bennett (* 6. Januar 1797 in Hackney, London; † 21. August 1836 in London) war ein englischer Arzt, Zoologe und Schriftsteller.

## Leben
Bennetts Leidenschaft neben seinem Beruf als Arzt war die Zoologie. 1822 unterstützte er den Aufbau eines entomologischen Vereins in England. Dieser entwickelte sich in Verbindung mit der Linnean Society of London zu einem zoologischen Verein, der den Startpunkt des Zoological Society of London darstellte, dessen Sekretär er von 1831 bis zu seinem Tod im Jahre 1836 war.

## Schriften (Auswahl)
- General Observations on the Anatomy of the Thorax in Insects, and on its Function during Flight, 1825.
- The Tower menagerie, 1829.
- The Gardens and Menagerie of the Zoological Society, 2. Bände; J. Sharpe, London 1830/1831.

| Personendaten    | Personendaten                         |
| ---------------- | ------------------------------------- |
| NAME             | Bennett, Edward Turner                |
| KURZBESCHREIBUNG | englischer Zoologe und Schriftsteller |
| GEBURTSDATUM     | 6. Januar 1797                        |
| GEBURTSORT       | London                                |
| STERBEDATUM      | 21. August 1836                       |
| STERBEORT        | London                                |